# Хасбанд, Рик Даглас
Ри́чард Да́глас «Рик» Ха́сбанд (англ. Richard Douglas «Rick» Husband; 12 июля 1957 — 1 февраля 2003) — военный лётчик США, астронавт НАСА. Совершил два полёта в космос. При возвращении на Землю погиб в катастрофе шаттла «Колумбия», командиром которого он был.

## Образование
Получил степень бакалавра наук по машиностроению в Техасском техническом университете в 1980 году. Окончил Университет штата Калифорния во Фресно, получив степень магистра по машиностроению, в 1990 году.

## Полёты в космос
Полёт STS-96 (с 27 мая по 6 июня 1999 года) на борту космического челнока «Дискавери» представлял собой 10-дневную миссию, во время которой экипаж выполнил первую стыковку с Международной космической станцией и доставил четыре тонны материально-технического обеспечения для подготовки к прибытию состава первой долговременной экспедиции в начале следующего года. Продолжительность полёта 9 дней, 19 часов и 13 минут.
Полёт STS-107 (с 16 января по 1 февраля 2003 года) был 16-дневной миссией челнока «Колумбия», во время которой экипаж выполнил более 80 экспериментов в области изучения воздействия микрогравитации. При входе в атмосферу Земли 1 февраля челнок был разрушен и все члены его экипажа погибли.

## Память
- Кратер Хасбанд на обратной стороне Луны.
- Астероид Рикхасбанд в Солнечной системе.
- Гора Хасбанда в Колумбийских горах на Марсе.
- Зал Хасбанда в Технологическом Институте Флориды.
- Международный аэропорт Ричарда Хасбанда в его родном городе Амарилло, Техас.